# Novo Selo (Vrapčište)
Novo Selo (makedonsky: Ново Село) je vesnice v Severní Makedonii. Nachází se v opštině Vrapčište v Položském regionu.
Podle sčítání lidu z roku 2002 žije ve vesnici 19 obyvatel, všichni jsou Makedonci.